# بوسوت
بوسوت هي مدينة بلنسية (إسبانيا) : تقع في مقاطعة اليكانتي، 19 كلم إلى الشمال من مدينة اليكانتي، في منطقة كامبو دي اليكانتي
وهي مدينة تقع على تل على المنحدرات الجنوبية لجبال دي أورو كابيزون هو على بعد سبعة أميال من الساحل (كامبيلو).